# 致富乡
致富乡，是中华人民共和国黑龙江省绥化市庆安县下辖的一个乡镇级行政单位。

## 行政区划
致富乡下辖以下地区：
巨富村、双富村、致富村、新富村、永富村和兴隆村。